# Coppa del Generalissimo 1974-1975
La Copa del Generalísimo 1974-1975 fu la 71ª edizione della Coppa di Spagna. Il torneo iniziò il 30 ottobre 1974 e si concluse il 5 luglio 1975. La finale si disputò allo stadio Vicente Calderón di Madrid dove il Real Madrid conquistò la sua seconda Coppa consecutiva. Questa fu la prima Coppa di Spagna ad essere assegnata dopo i calci di rigore.

## Formula e squadre partecipanti
In questa edizione presero parte tutte le squadre di Primera División, Segunda División e 76 squadre di Tercera División che si sfidarono in scontri ad eliminazione diretta. Le venti squadre di Segunda División erano qualificate direttamente per il terzo turno mentre le prime otto squadre della Primera División 1973-1974 erano qualificate per gli ottavi di finale e le restanti dieci per il quarto turno. In questa edizione non era presente la regola dei gol fuori casa.

## Primo turno
| Squadra 1             | Totale | Squadra 2         | Andata | Ritorno         |
| --------------------- | ------ | ----------------- | ------ | --------------- |
| CD Linares            | 2 - 3  | Almería           | 1 - 0  | 1 - 3           |
| Osasuna               | 1 - 3  | Huesca            | 1 - 0  | 0 - 3           |
| Deportivo La Coruña   | 5 - 1  | Gran Peña         | 2 - 0  | 3 - 1           |
| Pontevedra            | 5 - 2  | Club Lemos        | 4 - 0  | 1 - 2           |
| Sestao Sport          | 2 - 3  | Eibar             | 1 - 1  | 1 - 2           |
| Baskonia              | 2 - 0  | Calahorra         | 1 - 0  | 1 - 0           |
| Real Unión            | 6 - 3  | Bilbao Athletic   | 3 - 2  | 3 - 1           |
| Langreo               | 4 - 5  | CD Turón          | 2 - 2  | 2 - 3           |
| Hellín                | 1 - 3  | Yeclano CF        | 0 - 0  | 1 - 3           |
| Lugo                  | 2 - 1  | Racing Ferrol     | 1 - 1  | 1 - 0           |
| Orihuela Deportiva CF | 1 - 5  | Olímpic Xàtiva    | 0 - 2  | 1 - 3           |
| Cartagena FC          | 2 - 3  | Algemesi CF       | 1 - 1  | 1 - 2           |
| Mirandés              | 2 - 1  | AD Torrejón       | 1 - 0  | 1 - 1           |
| Universidad de Oviedo | 1 - 3  | CD Gijón          | 0 - 1  | 1 - 2           |
| El Astillero          | 2 - 5  | Torrelavega       | 2 - 3  | 0 - 2           |
| Castilla              | 3 - 1  | Guadalajara       | 3 - 0  | 0 - 1           |
| Levante               | 3 - 0  | Valencia Mestalla | 3 - 0  | 0 - 0           |
| Palencia              | 2 - 1  | Moscardó          | 1 - 0  | 1 - 1           |
| Xerez                 | 4 - 4  | San Fernando      | 2 - 1  | 2 - 3 (4-1 dcr) |
| Real Granada          | 3 - 6  | Atlético Marbella | 1 - 1  | 2 - 5           |
| Melilla CD            | 1 - 2  | SD Melilla        | 1 - 1  | 0 - 1           |
| Salmantino            | 2 - 6  | Béjar Industrial  | 1 - 3  | 1 - 3           |
| Ceuta                 | 1 - 0  | Algeciras         | 0 - 0  | 1 - 0           |
| Girona                | 4 - 3  | Terrassa          | 3 - 1  | 1 - 2           |
| Manresa               | 2 - 1  | CF Calella        | 1 - 0  | 1 - 1           |
| Pegaso                | 5 - 3  | Arganda           | 2 - 1  | 3 - 2           |
| Ontinyent             | 1 - 2  | Villarreal        | 0 - 0  | 1 - 2           |
| Ensidesa              | 6 - 2  | Caudal            | 4 - 1  | 2 - 1           |
| SD Ibiza              | 0 - 1  | Constància        | 0 - 0  | 0 - 1           |
| Badajoz               | 1 - 2  | Extremadura       | 1 - 0  | 0 - 2           |
| Atlético Ciudadela    | 2 - 6  | Poblense          | 2 - 2  | 0 - 4           |
| Eldense               | 3 - 2  | CD Villena        | 3 - 1  | 0 - 1           |
| CD Logroñés           | 1 - 3  | Getxo             | 1 - 0  | 0 - 3           |
| Linense               | 3 - 2  | Racing Portuense  | 1 - 0  | 2 - 2           |
| Calvo Sotelo          | 1 - 2  | Getafe            | 0 - 0  | 1 - 2           |
| Tortosa               | 0 - 3  | Vinaròs           | 0 - 0  | 0 - 3           |

## Secondo turno
| Squadra 1           | Totale | Squadra 2        | Andata | Ritorno |
| ------------------- | ------ | ---------------- | ------ | ------- |
| Tudelano            | 1 - 3  | Huesca           | 1 - 0  | 0 - 3   |
| Yeclano CF          | 3 - 5  | Olímpic Xàtiva   | 3 - 2  | 0 - 3   |
| Girona              | 2 - 4  | Manresa          | 2 - 3  | 0 - 1   |
| Extremadura         | 0 - 1  | Béjar Industrial | 0 - 0  | 0 - 1   |
| Getxo               | 3 - 5  | Torrelavega      | 3 - 2  | 0 - 3   |
| SD Melilla          | 3 - 5  | Almería          | 3 - 0  | 0 - 5   |
| Guernica CF         | 0 - 3  | Baskonia         | 0 - 0  | 0 - 3   |
| Algemesi CF         | 1 - 2  | Levante          | 1 - 0  | 0 - 2   |
| Carabanchel         | 4 - 2  | Getafe           | 2 - 2  | 2 - 0   |
| Atlético Marbella   | 3 - 4  | Xerez            | 2 - 0  | 1 - 4   |
| Real Jaén           | 4 - 2  | Eldense          | 4 - 0  | 0 - 2   |
| Deportivo La Coruña | 6 - 1  | Pontevedra       | 3 - 0  | 3 - 1   |
| Real Unión          | 2 - 3  | Eibar            | 2 - 1  | 0 - 2   |
| CD Turón            | 2 - 4  | Lugo             | 1 - 0  | 1 - 4   |
| Ensidesa            | 3 - 1  | CD Gijón         | 2 - 0  | 1 - 1   |
| Poblense            | 2 - 4  | Constància       | 1 - 1  | 1 - 3   |
| Vinaròs             | 0 - 4  | Villarreal       | 0 - 0  | 0 - 4   |
| Pegaso              | 1 - 3  | Castilla         | 1 - 1  | 0 - 2   |
| Mirandés            | 3 - 2  | Palencia         | 3 - 0  | 0 - 2   |
| Linense             | 3 - 4  | Ceuta            | 2 - 2  | 1 - 2   |

## Terzo turno
| Squadra 1           | Totale | Squadra 2         | Andata | Ritorno         |
| ------------------- | ------ | ----------------- | ------ | --------------- |
| Almería             | 5 - 6  | Cadice            | 3 - 3  | 2 - 3           |
| Maiorca             | 3 - 3  | Carabanchel       | 2 - 0  | 1 - 3 (6-5 dcr) |
| Baskonia            | 0 - 6  | Tenerife          | 0 - 0  | 0 - 6           |
| Sabadell            | 4 - 2  | Mirandés          | 1 - 0  | 3 - 2           |
| Torrelavega         | 1 - 2  | Sant Andreu       | 1 - 0  | 0 - 2           |
| Rayo Vallecano      | 4 - 0  | Eibar             | 2 - 0  | 2 - 0           |
| Real Valladolid     | 3 - 5  | Constància        | 2 - 1  | 1 - 4           |
| Deportivo La Coruña | 1 - 2  | Ourense           | 0 - 0  | 1 - 2           |
| Burgos              | 5 - 3  | Manresa           | 4 - 2  | 1 - 1           |
| Lugo                | 1 - 6  | Gimnàstic         | 1 - 1  | 0 - 5           |
| Ceuta               | 2 - 3  | Castellón         | 2 - 0  | 0 - 3           |
| Racing Santander    | 2 - 3  | Levante           | 2 - 1  | 0 - 2           |
| Huesca              | 0 - 1  | Alavés            | 0 - 0  | 0 - 1           |
| Xerez               | 1 - 2  | Leonesa           | 0 - 0  | 1 - 2           |
| Siviglia            | 2 - 1  | Ensidesa          | 2 - 0  | 0 - 1           |
| Barcellona Atlètic  | 4 - 3  | Castilla          | 2 - 0  | 2 - 3           |
| Olímpic Xàtiva      | 2 - 3  | Recreativo Huelva | 2 - 2  | 0 - 1           |
| Real Oviedo         | 4 - 2  | Real Jaén         | 3 - 2  | 1 - 0           |
| Córdoba             | 5 - 1  | Villarreal        | 4 - 0  | 1 - 1           |
| Béjar Industrial    | 2 - 3  | Barakaldo         | 1 - 1  | 1 - 2           |

## Quarto turno
| Squadra 1          | Totale | Squadra 2         | Andata | Ritorno         |
| ------------------ | ------ | ----------------- | ------ | --------------- |
| Burgos             | 3 - 2  | Real Murcia       | 3 - 1  | 0 - 1           |
| Córdoba            | 2 - 3  | Hércules          | 1 - 0  | 1 - 3           |
| Elche              | 0 - 3  | Recreativo Huelva | 0 - 1  | 0 - 2           |
| Alavés             | 0 - 3  | Sant Andreu       | 0 - 1  | 0 - 2           |
| Barakaldo          | 3 - 4  | Ourense           | 2 - 2  | 1 - 2           |
| Rayo Vallecano     | 4 - 5  | Valencia          | 3 - 4  | 1 - 1           |
| Leonesa            | 4 - 2  | Castellón         | 4 - 0  | 0 - 2           |
| Gimnàstic          | 3 - 1  | Constància        | 2 - 0  | 1 - 1           |
| Siviglia           | 3 - 4  | Celta Vigo        | 2 - 0  | 1 - 4           |
| Levante            | 3 - 3  | Sporting Gijón    | 0 - 1  | 3 - 2 (2-3 dcr) |
| Real Oviedo        | 5 - 2  | Sabadell          | 3 - 0  | 2 - 2           |
| Espanyol           | 2 - 1  | Cadice            | 2 - 1  | 0 - 0           |
| Las Palmas         | 3 - 1  | Tenerife          | 2 - 0  | 1 - 1           |
| Barcellona Atlètic | 3 - 2  | Salamanca UDS     | 2 - 1  | 1 - 1           |

## Quinto turno
| Squadra 1         | Totale | Squadra 2          | Andata | Ritorno         |
| ----------------- | ------ | ------------------ | ------ | --------------- |
| Real Oviedo       | 1 - 1  | Burgos             | 1 - 1  | 0 - 0 (4-5 dcr) |
| Valencia          | 3 - 5  | Sporting Gijón     | 3 - 2  | 0 - 3           |
| Sant Andreu       | 4 - 1  | Maiorca            | 3 - 0  | 1 - 1           |
| Recreativo Huelva | 3 - 5  | Celta Vigo         | 2 - 1  | 1 - 4           |
| Hércules          | 3 - 6  | Barcellona Atlètic | 2 - 0  | 1 - 6           |
| Betis             | 3 - 2  | Gimnàstic          | 3 - 1  | 0 - 1           |
| Las Palmas        | 3 - 2  | Espanyol           | 1 - 1  | 2 - 1           |
| Leonesa           | 3 - 3  | Ourense            | 2 - 0  | 1 - 3 (3-4 dcr) |

## Ottavi di finale
| Squadra 1       | Totale | Squadra 2          | Andata | Ritorno         |
| --------------- | ------ | ------------------ | ------ | --------------- |
| Betis           | 0 - 2  | Athletic Bilbao    | 0 - 0  | 0 - 2           |
| Sant Andreu     | 1 - 3  | Barcellona         | 1 - 2  | 0 - 1           |
| Real Sociedad   | 4 - 3  | Burgos             | 3 - 1  | 1 - 2           |
| Sporting Gijón  | 1 - 2  | Granada            | 0 - 0  | 1 - 2           |
| Celta Vigo      | 5 - 5  | Real Saragozza     | 4 - 2  | 1 - 3 (2-4 dcr) |
| Malaga          | 2 - 3  | Las Palmas         | 1 - 1  | 1 - 2           |
| Ourense         | 1 - 3  | Real Madrid        | 0 - 0  | 1 - 3           |
| Atlético Madrid | 7 - 0  | Barcellona Atlètic | 5 - 0  | 2 - 0           |

## Quarti di finale
| Squadra 1       | Totale | Squadra 2       | Andata | Ritorno         |
| --------------- | ------ | --------------- | ------ | --------------- |
| Real Sociedad   | 4 - 4  | Athletic Bilbao | 3 - 1  | 1 - 3 (5-6 dcr) |
| Atlético Madrid | 3 - 2  | Granada         | 2 - 0  | 1 - 2           |
| Las Palmas      | 4 - 5  | Real Madrid     | 4 - 0  | 0 - 5           |
| Barcellona      | 0 - 1  | Real Saragozza  | 0 - 0  | 0 - 1           |

## Semifinali
| Squadra 1       | Totale | Squadra 2       | Andata | Ritorno |
| --------------- | ------ | --------------- | ------ | ------- |
| Atlético Madrid | 2 - 0  | Athletic Bilbao | 2 - 0  | 0 - 0   |
| Real Saragozza  | 3 - 4  | Real Madrid     | 2 - 2  | 1 - 2   |

## Finale
| Squadra 1   | Risultato       | Squadra 2       |
| ----------- | --------------- | --------------- |
| Real Madrid | 0 - 0 (4-3 dcr) | Atlético Madrid |

| Arbitro: | Pedro María Urrestarazu |

|                                          |                      |                                                  |
| Amancio Pirri del Bosque Rubiñán Aguilar | Tiri di rigore 4 – 3 | Irureta Gárate Salcedo Alberto Fernández Bezerra |